# Арітомо Гото
Арітомо Гото (яп. 五藤 存知; 23 січня 1888 — 12 жовтня 1942) — японський воєначальник, віцеадмірал.

## Біографія

### Початок кар'єри
Навчався у Військовій академії Імператорського флоту і закінчив її в 1910 році у складі 38-го випуску, посівши 30-те місце за успішністю зі 149 осіб. Служив на крейсері «Касагі» та лінкорі Сацума. Комісований в 1911 році і направлений на ескадрений броненосець «Івамі», а потім — на плавбазу «Тоєхасі». З 1913 року Гото служив на есмінці «Муракумо». Під час Першої світової війни в 1915 році направлений на радіостанцію в Кусаї, потім переведений в команду крейсера «Тікума». З 1917 року служив на лінійному крейсері «Конго, есмінці «Танікадзе» і крейсері «Якумо».
З 1923 року командував есмінцем «Цута», «Уракадзе», «Нумакадзе», «Нокадзе», «Надакадзе», «Удзукі», з 1928 року — «Уранамі», «Мацукадзе», 5-м та 27-м дивізіонами есмінців. З 15 листопада 1933 року командував 10-м дивізіоном есмінців, крейсерами «Текай», «Атаго», «Нака», а також лінкорами «Ямасіро» та «Муцу». З 15 листопада 1939 року командував 2-ю дивізію крейсерів. 10 вересня 1941 року йому було передане управління 6-й дивізією крейсерів, в якій були 4 важкі крейсери — флагман «Аоба», «Фурутака», «Кінугаса» і «Како».

### Друга світова війна
23 грудня 1941 року 6-а дивізія крейсерів надавала підтримку японським силам під час їхнього другого наступу на Вейк, в якому японські піхотинці змогли захопити острів. У травні 1942 року дивізія разом з авіаносцем «Сехо» забезпечували прикриття наступальним силам в операції «Мо» і спробі захоплення Порт-Морсбі, яка призвела до битви у Кораловому морі. Під час битви авіаносці США потопили «Сехо», поки крейсер Гото знаходилися занадто далеко для того, щоб забезпечити протиповітряну оборону авіаносця.
З островів Папуа-Нової Гвінеї Кавієнг і Рабаул Гото командував своєю дивізією, яка підтримувала кампанію на Гуадалканалі протягом перших місяців. Під загальним командуванням Гун'їті Мікави дивізія брала участь у бою біля острова Саво 8 серпня 1942 року, потопивши 4 важкі крейсери союзників. На зворотному шляху важкий крейсер «Како» був потоплений торпедою з підводного човна. 3 крейсери, що залишилися, досягли Гуадалканалу 11 жовтня, щоб атакувати авіабазу Хендерсон, а також для підтримки «Токійського експресу». Гото, який знаходився на борту важкого крейсера «Аоба», був смертельно поранений у бою біля мису Есперанс і наступного дня помер.

## Звання
- Мічман (1910)
- Молодший лейтенант (1911)
- Лейтенант (1913)
- Капітан-лейтенант (1917)
- Капітан 3 рангу (1923)
- Капітан 2 рангу (1928)
- Капітан 1 рангу (15 листопада 1933)
- Віцеадмірал (15 листопада 1939)

## Нагороди
- Орден Вранішнього Сонця 2-го класу[3]
- Численні медалі.

### Книги
- Cook, Charles O. The Battle of Cape Esperance: Encounter at Guadalcanal (англ.). — United States Naval Institute, 1992 (Reissue). — ISBN 1-55750-126-2.
- D'Albas, Andrieu. Death of a Navy: Japanese Naval Action in World War II (англ.). — Devin-Adair Pub, 1965. — ISBN 0-8159-5302-X.
- Dull, Paul S. A Battle History of the Imperial Japanese Navy, 1941-1945 (англ.). — United States Naval Institute, 1978. — ISBN 0-87021-097-1.
- Frank, Richard B. Guadalcanal : The Definitive Account of the Landmark Battle (англ.). — New York: Penguin Group (англ.)русск., 1990. — ISBN 0-14-016561-4.
- Hara, Tameichi. Japanese Destroyer Captain (неопр.). — New York & Toronto: Ballantine Books (англ.)русск., 1961. — ISBN 0-345-27894-1.
- Kilpatrick, C. W. Naval Night Battles of the Solomons (неопр.). — Exposition Press, 1987. — ISBN 0-682-40333-4.
- Lacroix, Eric; Linton Wells. Japanese Cruisers of the Pacific War (неопр.). — United States Naval Institute, 1997. — ISBN 0-87021-311-3.
- Morison, Samuel Eliot (англ.)русск.. Chapter 8 // The Struggle for Guadalcanal, August 1942 – February 1943, vol. 5 of History of United States Naval Operations in World War II (англ.)русск. (англ.). — Boston: Little, Brown and Company, 1958. — ISBN 0-316-58305-7.
- Poor, Henry Varnum; Henry A. Mustin & Colin G. Jameson. The Battles of Cape Esperance, 11 October 1942 and Santa Cruz Islands, 26 October 1942 (Combat Narratives. Solomon Islands Campaign, 4-5) (англ.). — Naval Historical Center, 1994. — ISBN 0-945274-21-1.